# Unperfekthaus

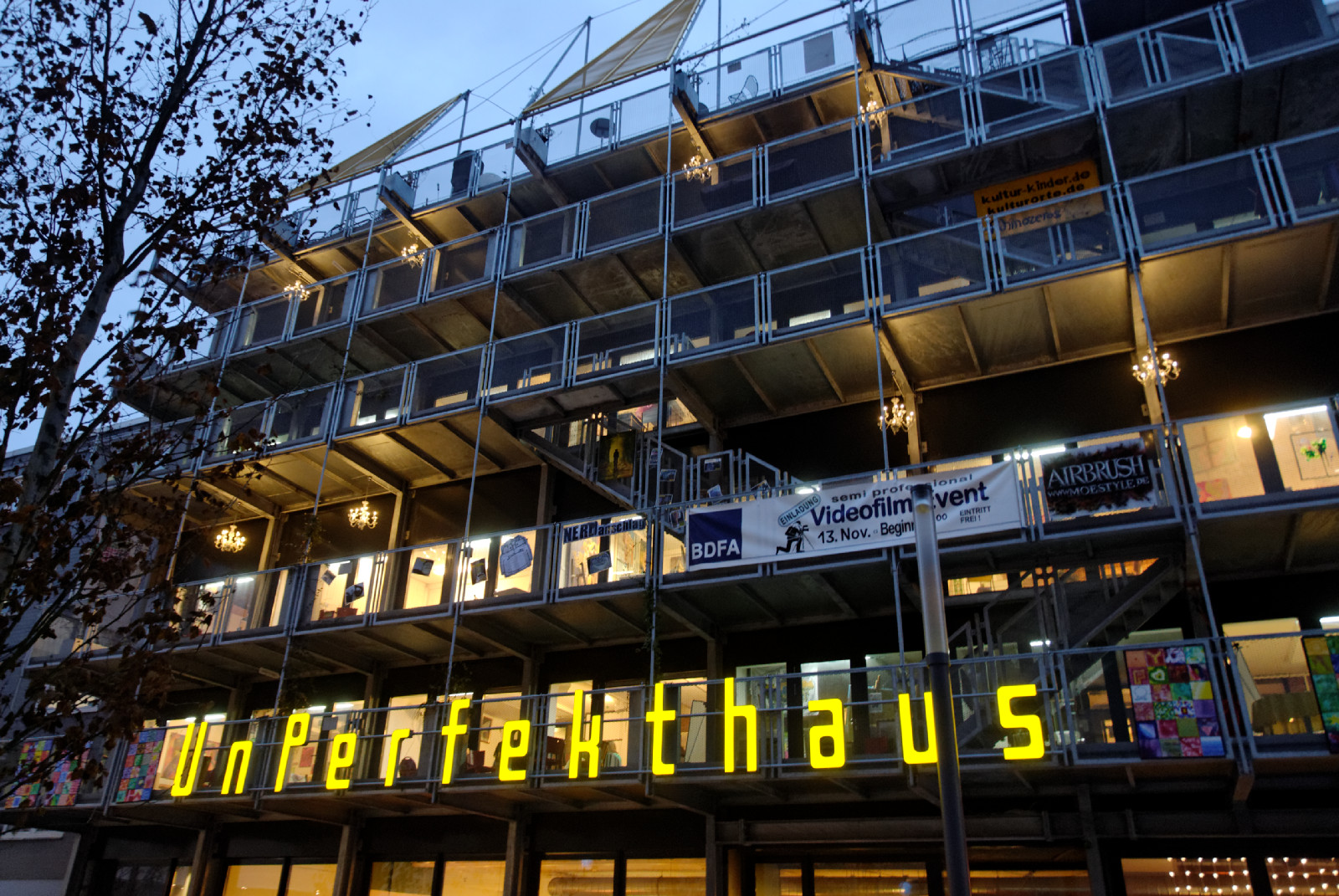
Das Unperfekthaus am Abend

Das Unperfekthaus (kurz auch UpH genannt) ist eine kulturelle Einrichtung in Essen. Es wurde 2004 vom Unternehmer Reinhard Wiesemann im 1966 von Ernst Burghartz errichteten Gebäude des ehemaligen Franziskanerklosters im Stadtkern gegründet und bietet Gastronomie und Übernachtungsmöglichkeiten, im Mittelpunkt steht jedoch ein großes Raumangebot für Seminare sowie künstlerische Aktivitäten.

## Konzept

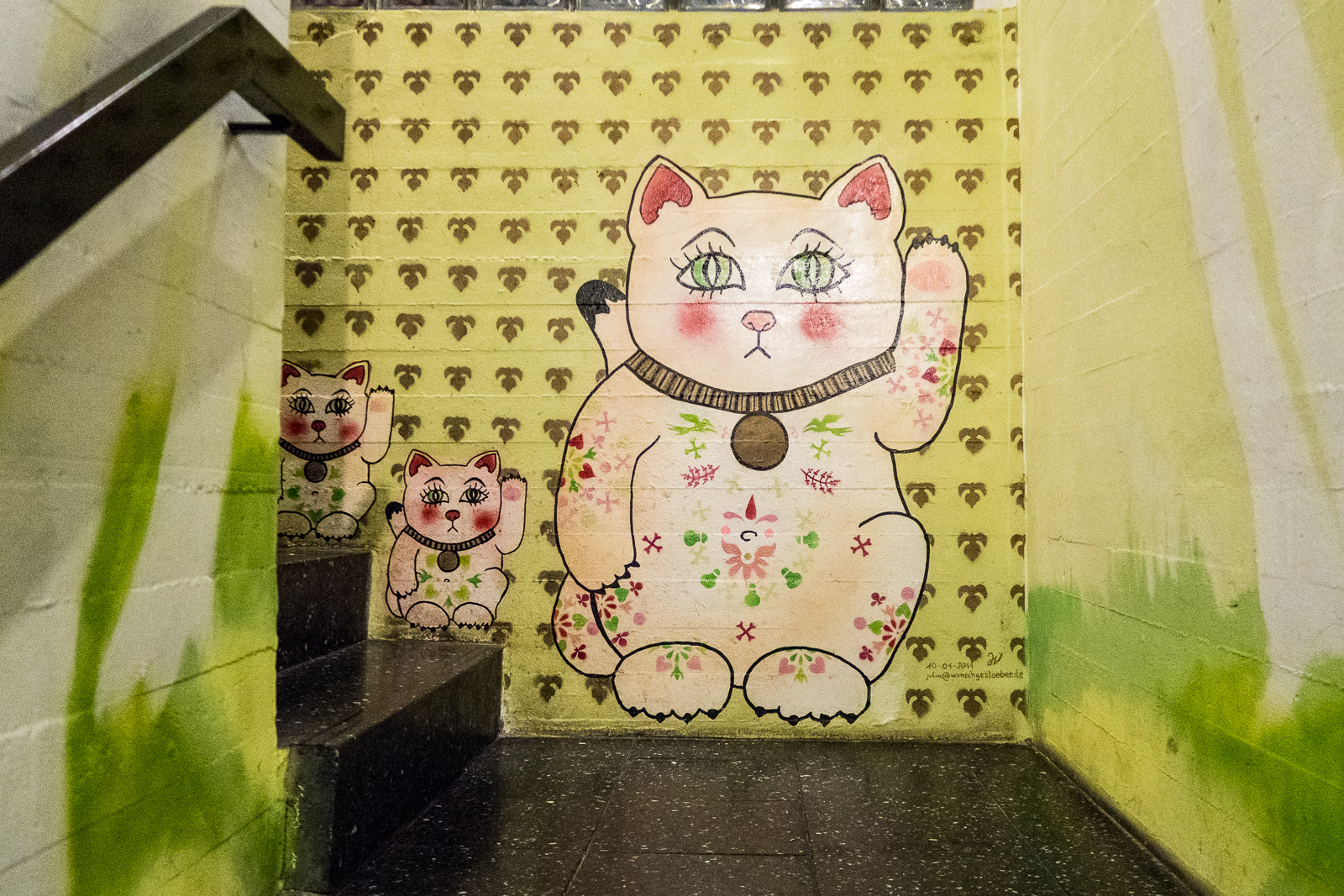
Treppenkatzen, Treppenhaus mit Katzen im Unperfekthaus

Das „Künstlerdorf“ Unperfekthaus bietet auf 4.000 Quadratmetern, über sieben Etagen verteilt, Kreativen und Schaffenden die Möglichkeit, sich zu verwirklichen. Auf jegliche Zensur oder Vorgaben wird verzichtet. Voraussetzung ist lediglich, dass die Aktivitäten legal, kreativ und offen für das Publikum sind.
Das UpH will damit nach eigenen Angaben „Sprungbrett dafür sein, seinen Traum zum Beruf zu machen oder eine Firma zu gründen“ ohne wesentliche finanzielle Risiken. Für die Kreativen entstehen keine Festkosten, da die Nutzung der Räume für sie kostenlos ist.
Ein wichtiger Bestandteil des Konzepts sind die Besucher. Das gesamte Haus ist offen für Besucher, die Eintritt bezahlen, der sämtliche alkoholfreien Getränke auch in den Gastronomiebereichen beinhaltet. Die Besucher können sich im gesamten Haus frei bewegen und vielen Kreativen über die Schulter schauen. Daneben können Räumlichkeiten für öffentliche Veranstaltungen, aber auch für Meetings genutzt werden.
Zum Haus gehört auch noch das „WG-Hotel“ mit 14 Betten. Auch hier gibt es ein All-inclusive-Konzept, allerdings kann das Hotel nur komplett gemietet werden.

## Rezeption
Am 15. Januar 2011 veranstalteten Wikipedia-Autoren aus dem Ruhrgebiet ein besonders großes Treffen im Unperfekthaus aus Anlass des zehnten Jahrestages der Wikipedia-Gründung.
Im Januar 2016 wurde das UpH als Veranstaltungsort für die Gründung einer Essener Bürgerwehr bekanntgegeben. Der Verdacht, unter den Initiatoren befänden sich rechtsradikale Personen, führte zu breiter Kritik linker Gruppen. Nachdem das Essener Bündnis „Essen stellt sich quer“ für den Veranstaltungstag am 22. Januar 2016 eine Demonstration vor Ort ankündigte, wurde die Veranstaltung abgesagt und das Unperfekthaus an diesem Tag aus Sicherheitsgründen geschlossen. Reinhard Wiesemann nannte dies eine „Niederlage der Demokratie“, verursacht durch rechts- wie Linksradikale.

## Auszeichnungen
- 2004: Innovationspreis des Netz innovativer Bürgerinnen und Bürger NiBB (Kategorie „Wirtschaft, soziale Innovation“), verliehen an Reinhard Wiesemann bzw. das Projekt Unperfekthaus[6]
- 2007: Kulturpreis der Kulturpolitischen Gesellschaft e. V., verliehen an das Projekt Unperfekthaus[7]
- 2015: Reinhard Wiesemann als Bürger des Ruhrgebiets